# 达牛镇
达牛镇，是中华人民共和国辽宁省鞍山市台安县下辖的一个乡镇级行政单位。

## 行政区划
达牛镇下辖以下地区：
达牛村、网户村、河南村、十四家子村、小荒村、大堑村、赵荒村、岳家村、郑三村、南岗村、大于家村、大田家村和大姜家村。